# 札幌造園技術学院
札幌造園技術学院（さっぽろぞうえんぎじゅつがくいん）は、一般社団法人札幌造園協会が運営する認定職業訓練による職業能力開発校。札幌造園協会に所属する企業の造園職の従業員が、給与支給されながら造園に関する専門知識と技能の訓練を受ける。

## 概要
- 訓練科：園芸サービス系　造園科（訓練期間：1400時間、1年）
- 入校資格：札幌造園協会の会員企業に雇用されている者で高等学校卒業または同程度の学力を有すると認められる者としているが、北海道による規定で会員企業以外の者の他定年退職者や再就職を希望する中高年等についても入校することができるとしている。
- 所在地：札幌市白石区東札幌5条1丁目札幌市産業振興センター内

## 参考
- 全国職業能力開発施設ガイドブック